# Erike Kirstine Kolstad
Erike Kirstine Kolstad, född 1792, död 14 april 1830, var en norsk skådespelare.  Hon tillhörde de ledande scenartisterna i pionjärgenerationen vid Norges första offentliga teater i Kristiania och den ledande kvinnliga skådespelaren vid Johan Peter Strömbergs teater 1827. 
Kolstad var dotter till prokuratorn Erick Kolstad och Birgitha Maria Walseth. 
Då Norges första offentliga teater, Christiania Offentlige Theater, öppnades av Strömberg 1827, fanns det ännu mycket få norska scenartister, eftersom detta yrke i Norge främst utfördes av danska och svenska artister. Kolstad utgjorde, tillsammans med aktören Boiflin och skådespelerskan Ely, de troligen första norska aktörerna. Vid teaterpremiären 30 januari 1827, spelades pjäsen Hustrun, efter August von Kotzebues Die deutsche Hausfrau, som fick god kritik: huvudrollerna tros då ha spelats av Kolstad och Boiflin.  
Kolstad beskrivs som teaterns ledande kraft tillsammans med Boiflin. Hennes roll var subrettfacket, och hon spelade roller som Pernille och Magdelone, och kritikerna beklagade att hon på grund av bristen på aktörer även tilldelades roller som inte passade henne, så som överklassdamer. Liksom Boiflin ansågs komedin vara hennes största talang. Den enda andra norska skådespelerskan som omnämns vid denna tid var en kvinna vid namn Ely.  
Hon gifte sig med sin kollega Poul Jensen Boiflin (1797-1841). Hennes dotter Clara Laura Boiflin var 1852-1853 elev vid Kristiania norske Theater.